# Домінік Шервуд
Домінік Шервуд (англ. Dominic Sherwood; нар. 6 лютого 1990, Танбрідж Веллз, Кент, Велика Британія) — англійський актор.

## Біографія
Домінік Шервуд народився в графстві Кент, Велика Британія. Навчався в школах Мейдстона та Севенокса, вивчаючи драматичне та театральне мистецтво. Після закінчення школи працював за кордоном (зокрема Кенія) протягом шести місяців, поки не оселився в Лондоні.

## Кар'єра
Перші кроки в акторській кар'єрі Домінік зробив ще в юні роки. Ролі були незначні, його навіть не зазначили в титрах. Успішна поява на телебаченні була у серіалі для підлітків «Шанс». Актор виконав роль Джека в одинадцяти епізодах. Після короткочасної роботи в «Сейді Джей» Шервуд з'явився у фільмі «Не зникай» 2012. У комедійній стрічці-фентезі актор виконав роль Крістіана Озера, в якого закохана Василіса (Люсі Фрай).
У 2015 оголосили, що Домвнік Шервуд буде виконувати головну роль у серіалі «Сутінкові мисливці». У 2016 вийшов у прокат трилер «Приниження», актор зіграв Джеймса Герріка.

## Фільмографія

### Фільми
| Рік  | Назва                       | Оригінальна назва                 | Роль           | Примітки               |
| ---- | --------------------------- | --------------------------------- | -------------- | ---------------------- |
| 2005 | «У дурмані»                 | Stoned                            | Алекс          | в титрах не зазначений |
| 2005 | «Чарлі і шоколадна фабрика» | Charlie and the Chocolate Factory | Джеймс         | в титрах не зазначений |
| 2006 | «Громобой»                  | Stormbreaker                      | Тімоті         | в титрах не зазначений |
| 2012 | «Не зникай»                 | Not Fade Away                     | Мік Джаггер    |                        |
| 2014 | «Академія вампірів»         | Vampire Academy                   | Крістіан Озера |                        |
| 2016 | «Приниження»                | Billionaire Ransom                | Джеймс Геррік  |                        |
| 2017 | Не спи                      | Don't Sleep                       | Зак Бредфорд   |                        |

### Серіали
| Рік       | Назва                  | Оригінальна назва | Роль          | Примітки    |
| --------- | ---------------------- | ----------------- | ------------- | ----------- |
| 2010      | «Шанс»                 | The Cut           | Джек          | 11 епізодів |
| 2011      | «Сейді Джей»           | Sadie J           | Том           | 1 епізод    |
| 2013      |                        | Mayday            | Луїс          | 1 епізод    |
| 2016–2019 | «Сутінкові мисливці»   | Shadowhunters     | Джейс Вейланд | 33 епізоди  |
| 2016      | «Американська сімейка» | Modern Family     | Джеймс        | 1 епізод    |